# بازآرایی هافمن–مارتیوس
بازآرایی هافمن-مارتیوس (انگلیسی: Hofmann–Martius rearrangement) گونه‌ای از واکنش بازآرایی در شیمی آلی است که طی آن یک آنیلین نرمال آلکیل به یک آنیلین اورتو یا پارا آلکید-آنیلین تبدیل می‌شود. این واکنش نیازمند گرما بوده و کاتالیزور آن اسیدهایی همچون هیدروکلریک اسید است.